# Bojanowo (obwód Widyń)
Bojanowo (bułg. Бояново) – wieś w Bułgarii, w obwodzie Widyń, w gminie Gramada. W 2024 roku liczyła 5 mieszkańców.

## Historia
Zimą 1950–1951, w czasie gwałtownej kampanii w Kuli na rzecz kolektywizacji, we wsi utworzono Spółdzielcze Gospodarstwo Pracy.